# Jean-Louis de Montesson
Jean-Louis, marquis de Montesson (27 juin 1746, Douillet - 10 mai 1802, Pologne), est un homme politique français.

## Biographie
Issu de la famille de Montesson, il est le fils de Pierre Louis Joseph de Montesson, seigneur de Douillet, et de Marguerite Renée Le Silleur.
En 1787[réf. nécessaire], il est nommé Procureur-syndic à l'assemblée provinciale de la noblesse du Mans.
Egalement membre de la commission intermédiaire, il est l'un des rédacteurs du cahier de doléances de la noblesse du Maine, qui l'élit, le 27 mars 1789, député aux États généraux avec 61 voix. 
Le 30 juin 1789, il fait partie, avec son collègue Vassé, des députés qui protestent contre la réunion des trois ordres. 
Tous deux regagnent Le Mans pour obtenir de nouveaux pouvoirs de leurs commettants mais, sur le chemin, sont agressés, le 18 juillet 1789, par des habitants de Savigné l'Evêque. 
Ils parviennent à leur échapper mais quelques jours plus tard, le 23 juillet, un de ses frères, Balthazar Michel de Montesson, est massacré avec son beau-père par des révolutionnaires.
Jean-Louis de Montesson donne alors sa démission le 25 juillet 1789 et quitte ensuite la France.  
Il sert dans l'armée des princes, où il est rejoint par son ami Vassé, puis, avec le grade de général major, il sert dans l'armée russe. 
Il meurt en 1802 à l'étranger.

### Source
- « Jean-Louis de Montesson », dans Adolphe Robert et Gaston Cougny, Dictionnaire des parlementaires français, Edgar Bourloton, 1889-1891 [détail de l’édition] [texte sur Sycomore]